# Javier López López
Javier López López (Lugo, 29 de agosto de 1975) es un entrenador de fútbol español que actualmente entrena al Fútbol Club Motagua, de la Liga Nacional de Honduras.

## Clubes como entrenador
| Club                    | País      | Año   | PJ | PG | PE | PP | % ptos. |
| ----------------------- | --------- | ----- | -- | -- | -- | -- | ------- |
| Cimarrones de Sonora    | México    | 2015  | 7  | 0  | 1  | 6  | 4.76%   |
| Antigua Guatemala F. C. | Guatemala | 2024  | 28 | 10 | 11 | 7  | 48.81%  |
| F. C. Motagua           | Honduras  | 2025- | 2  | 0  | 2  | 0  | 33.33%  |